# Gosei 2024
Il Gosei 2024 è la quarantanovesima edizione del torneo goistico giapponese Gosei. 

## Svolgimento
- W indica vittoria col bianco
- B indica vittoria col nero
- X indica la sconfitta
- +R indica che la partita si è conclusa per abbandono
- +N indica lo scarto dei punti a fine partita
- +F indica la vittoria per forfeit
- +T indica la vittoria per timeout
- +? indica una vittoria con scarto sconosciuto
- V indica una vittoria in cui non si conosce scarto e colore del giocatore

### Fase preliminare
La fase preliminare serve a determinare chi accede al torneo per la selezione dello sfidante. Consiste in un torneo preliminare, i cui vincitori sono qualificati al torneo per la determinazione dello sfidante.

### Determinazione dello sfidante
|  | Primo turno             | Primo turno |  |  | Secondo turno      | Secondo turno |                  |                  | Terzo turno | Terzo turno |  |  | Semifinale | Semifinale |  |  | Finale | Finale |
|  |                         |             |  |  |                    |               |                  |                  |             |             |  |  |            |            |  |  |        |        |
|  |                         |             |  |  |                    |               |                  |                  |             |             |  |  |            |            |  |  |        |        |
|  |                         |             |  |  | Ryo Ichiriki Kisei | W+R           |                  |                  |             |             |  |  |            |            |  |  |        |        |
|  | Kono Rin                | W+R         |  |  | Kono Rin           |               |                  |                  |             |             |  |  |            |            |  |  |        |        |
|  | Sonoda Yuichi           |             |  |  |                    |               |                  | Ryo Ichiriki     |             |             |  |  |            |            |  |  |        |        |
|  | Mitani Tetsuya          |             |  |  | Adachi Toshimasa   | B+R           |                  |                  |             |             |  |  |            |            |  |  |        |        |
|  | Adachi Toshimasa        | B+9,5       |  |  | Adachi Toshimasa   | W+1,5         |                  |                  |             |             |  |  |            |            |  |  |        |        |
|  | Murakawa Daisuke        | B+R         |  |  | Murakawa Daisuke   |               |                  |                  |             |             |  |  |            |            |  |  |        |        |
|  | Anzai Nobuaki           |             |  |  |                    |               |                  | Adachi Toshimasa | B+0,5       |             |  |  |            |            |  |  |        |        |
|  | Abe Yoshiki             |             |  |  | Fukuoka Kotaro     |               |                  |                  |             |             |  |  |            |            |  |  |        |        |
|  | Ko Iso                  | W+R         |  |  | Ko Iso             |               |                  |                  |             |             |  |  |            |            |  |  |        |        |
|  | Fukuoka Kotaro          | W+R         |  |  | Fukuoka Kotaro     | B+R           |                  |                  |             |             |  |  |            |            |  |  |        |        |
|  | Tsuji Shigehito         |             |  |  |                    |               | Fukuoka Kotaro   | W+R              |             |             |  |  |            |            |  |  |        |        |
|  | Ida Atsushi             | W+R         |  |  | Seki Kotaro        |               |                  |                  |             |             |  |  |            |            |  |  |        |        |
|  | Kyo Kagen               |             |  |  | Ida Atsushi        |               |                  |                  |             |             |  |  |            |            |  |  |        |        |
|  | Hon Akiyoshi            |             |  |  | Seki Kotaro        | W+R           |                  |                  |             |             |  |  |            |            |  |  |        |        |
|  | Seki Kotaro             | B+R         |  |  |                    |               |                  | Adachi Toshimasa |             |             |  |  |            |            |  |  |        |        |
|  | Shida Tatsuya           |             |  |  | Shibano Toramaru   | W+R           |                  |                  |             |             |  |  |            |            |  |  |        |        |
|  | Yamashita Keigo         | B+R         |  |  | Yamashita Keigo    |               |                  |                  |             |             |  |  |            |            |  |  |        |        |
|  | Tsuruta Kazushi         | W+1,5       |  |  | Tsuruta Kazushi    | B+6,5         |                  |                  |             |             |  |  |            |            |  |  |        |        |
|  | Kobayshi Satoru         |             |  |  |                    |               | Tsuruta Kazushi  |                  |             |             |  |  |            |            |  |  |        |        |
|  | Numadate Sakiya         |             |  |  | Shibano Toramaru   | W+R           |                  |                  |             |             |  |  |            |            |  |  |        |        |
|  | Ohashi Naruya           | B+R         |  |  | Ohashi Naruya      |               |                  |                  |             |             |  |  |            |            |  |  |        |        |
|  | Shibano Toramaru Meijin | W+R         |  |  | Shibano Toramaru   | W+R           |                  |                  |             |             |  |  |            |            |  |  |        |        |
|  | Okawa Takuya            |             |  |  |                    |               | Shibano Toramaru | B+R              |             |             |  |  |            |            |  |  |        |        |
|  | Ryu Shikun              |             |  |  | Sakai Yuki         |               |                  |                  |             |             |  |  |            |            |  |  |        |        |
|  | Fujita Akihiko          | B+R         |  |  | Fujita Akihiko     |               |                  |                  |             |             |  |  |            |            |  |  |        |        |
|  | Hikosaka Naoto          |             |  |  | Watanabe Kandai    |               |                  |                  |             |             |  |  |            |            |  |  |        |        |
|  | Watanabe Kandai         | W+0.5       |  |  |                    |               | Watanabe Kandai  |                  |             |             |  |  |            |            |  |  |        |        |
|  | Suzuki Shinji           |             |  |  | Sakai Yuki         | W+R           |                  |                  |             |             |  |  |            |            |  |  |        |        |
|  | Sakai Yuki              | B+4.5       |  |  | Sakai Yuki         |               |                  |                  |             |             |  |  |            |            |  |  |        |        |
|  |                         |             |  |  | Yu Zhengqi         |               |                  |                  |             |             |  |  |            |            |  |  |        |        |
|  |                         |             |  |  |                    |               |                  |                  |             |             |  |  |            |            |  |  |        |        |

### Finale
La finale è una sfida al meglio delle cinque partite, il detentore Iyama Yuta affronterà lo sfidante scelto tramite il processo di qualificazione, Shibano Toramaru Meijin.